# Цупренко, Пётр Григорьевич
Пётр Григорьевич Цупренко (укр. Петро Григорович Цупренко, в некоторых источниках — Пупренко; 11 ноября 1925 — 25 февраля 1996) — советский и украинский юрист. Судья (с 1961) и первый заместитель (1982—1993) Председателя Верховного суда Украинской ССР/Украины. Заслуженный юрист Украинской ССР (1984). Участник Великой Отечественной войны.

## Биография
Пётр Цупренко родился 11 ноября 1925 года в селе Крымки, которое ныне входит в состав Кропивницкого района Кировоградской области Украины, в семье Григория Григорьевича (ум. 1975) и Доры Ивановны Цупренко. Кроме него у родителей было ещё трое сыновей — Степан, Василий и Фёдор. Все братья были участниками Великой Отечественной войны, а Степан Цупренко стал Героем Советского Союза.
Детство Петра прошло в «бревенчатой хате лесника». В юности он хотел стать врачом. После начала Великой Отечественной войны, вместе с отцом, вступил в один из партизанских отрядов, где служил связным. В начале 1944 года был призван в Красную армию, службу проходил в 122-м гвардейском стрелковом и 56-м мотомеханизированном полках 41-й стрелкой дивизии. Был награждён орденом Отечественной войны I степени (6 апреля 1985) и медалями — «За отвагу» (7 сентября 1944), «За победу над Германией в Великой Отечественной войне 1941—1945 гг.» (9 мая 1945), «За взятие Будапешта» (9 июня 1945) и «За взятие Вены» (9 июня 1945).
В мае 1945 года поступил в Киевское артиллерийское училище, а затем в Чкаловское училище зенитной артиллерии. Но из-за проблем со здоровьем, которые образовались во время войны, не смог продолжить военную карьеру. Окончил воинскую службу в марте 1948 года в звании майора юстиции. Во время войны вступил в ряды ВКП(б). По совету старшего брата Степана и родителей выбрал профессию юриста. С 1948 года учился в Харьковской юридической школе. Высшее образование получил в Харьковском юридическом институте, который окончил в 1952 году.
После окончания вуза некоторое время работал на должностях ревизора и старшего ревизора в Харьковском областном Управлении Министерства юстиции Украинской ССР. В марте 1953 года был принят на место судьи в Харьковский областной суд, а через восемь лет занял аналогичную должность в Верховном суде Украинской ССР. В 1970 году поступил на работу в отдел помилования Президиума Верховного Совета Украинской ССР на должность старшего консультанта. В 1972 году покинул эту должность и возглавил Киевский областной суд. Проработав два года на должности председателя Киевского областного суда, Цупренко вернулся в Верховный суд Украинской ССР, где занимал должность заместителя Председателя, а с 1982 года — первого заместителя Председателя. В 1984 году ему было присвоено почётное звание «Заслуженный юрист Украинской ССР». В феврале 1989 года Цупренко был включён в состав Комиссии при Верховном Совете Украинской ССР по содействию в обеспечении прав и интересов реабилитированных и создания памятников жертвам репрессий 1930-х — начала 1950-х годов. За время службы в судебной системе был удостоен ордена Трудового Красного Знамени и медали «Ветеран труда».
В марте 1992 года стал членом Комиссии по проведению судебно-правовой реформы в Украине. В следующем месяце был включён в состав рабочей группы при Кабинете министров Украины, которая занималась работой по профилактике правонарушений и созданием государственной программы по борьбе с преступностью на период с 1992 по 1995 год. Участвовал в обсуждении Концепции судебно-правовой реформы 1992 года. По мнению Цупренко в Концепции не были прописаны «чёткие государственные механизмы, которые делали бы невозможным зависимость одной ветви государственной власти от другой». Мнение Цупренко было подвергнуто критике со стороны народных депутатов. В 1993 году вошёл в состав Комиссии по делам несовершеннолетних при Кабинете министров Украины и Государственную межведомственную комиссию по вопросам вступления Украины в Совет Европы.
24 декабря 1993 года «в связи с подачей письменного заявления об отставке» был уволен с должности первого заместителя Председателя Верховного суда Украины. С 1993 года работал помощником первого заместителя Председателя Верховного суда Украины. 21 февраля 1994 года был выведен из состава Президиума Верховного суда Украины. 29 апреля 1994 года Президент Украины Леонид Кравчук назначил Петра Цупренко членом Высшей квалификационной комиссии судей Украины, но уже 28 ноября 1995 года преемник Кравчука — Леонид Кучма уволил Цупренко «по состоянию здоровья».
Пётр Григорьевич Цупренко скончался 25 (по другим данным 24) февраля 1996 года в Киеве. На следующий день после его смерти Кабинетом Министров Украины было издано распоряжение № 136-р, в котором предписывалось похоронить Цупренко на Байковом кладбище Киева и соорудить надгробный памятник стоимостью до 300 000 000 карбованцев за счёт Киевской городской государственной администрации.

## Личная жизнь
Был женат на Аде Андреевне, от которой имел двух детей — дочь Марию и сына Александра; его сын тоже стал юристом. Увлекался чтением.
Заместитель председателя Высшей квалификационной комиссии судей Украины Н. Г. Пинчук называл Цупренко «легендарным и талантливым заместителем Председателя Верховного Суда» и говорил, что старался воспитать в себе такие же черты характера, как и у него.